# Radogo
Radogo est une localité située dans le département de Ziga de la province du Sanmatenga dans la région Centre-Nord au Burkina Faso.

## Histoire
Le village de Radogo est rattaché administrativement à Tibin.

## Économie
L'activité du village repose principalement sur l'agro-pastoralisme.

## Éducation et santé
Le centre de soins le plus proche de Radogo est le centre de santé et de promotion sociale (CSPS) de Ziga tandis que le centre hospitalier régional (CHR) se trouve à Kaya.